# Stepski vuk
Stepski vuk (njem.: Der Steppenwolf) je roman njemačkog književnika Hermanna Hessea, objavljen 1927. godine. Govori o Harryju Halleru, osamljenom i nezadovoljnom intelektualcu u potrazi za izlazom iz životne krize u koju ga je dovela podvojenost vlastite ličnosti između ljudske i vučje prirode. Uz pitanja identiteta i individualizma, roman se bavi i kritikom malograđanštine i društvenih tendencija iz poslijeratnog razdoblja.
Roman je u početku naišao na nezainteresiranost i odbijanje. U SAD-u je, u pojedinim saveznim državama, bio zabranjen u školskim knjižnicama zbog opisivanja "seksualnih perverzija" i uporabe droga. Veliku popularnost stekao je tek 60-ih i 70-ih godina među pripadnicima hippie-pokreta, koji su u Hesseu pronašli duhovnog vođu.

## Nastanak
Hesse je počeo pisati Stepskog vuka sredinom 20-ih godina kada je proživljavao tešku životnu krizu. Zbog neslaganja sa ženom (oženio se 1924. - drugi put) mučio ga je osjećaj osamljenosti i izoliranosti od svijeta. Istovremeno je raslo njegovo nezadovoljstvo građanskim društvom i tehničkom civilizacijom; progonile su ga i pesimistične slutnje o novom svjetskom sukobu. U očajnom raspoloženju razmišljao je o samoubojstvu, a pohađao je i terapije kod psihologa.

## Radnja
Roman je podijeljen na tri dijela. U prvom dijelu, Predgovor izdavaču, nećak Hallerove stanodavke upoznaje nas s glavnim likom na način na koji ga on doživljava; Haller je nakon nekoliko mjeseci boravka napustio stan i ostavio mu svoje bilješke. Iz Zabilješki Harryja Hallera (uz upozorenje: "Nije za svakoga. Samo za poremećene.") glavni lik u prvom licu iznosi svoja razmišljanja i doživljaje. U ovaj dio je uklopljen i Traktat o Stepskom vuku, knjiga u knjizi, objektivna analiza ličnosti Harryja Hallera – Stepskog Vuka. 
Harry Haller je intelektualac u kasnim četrdesetim godinama, pisac novinskih članaka, eseja i knjiga, ljubitelj književnosti, slikarstva i klasične glazbe (posebno Goethea i Mozarta koje kasnije susreće u snovima). Živi sam, a način života mu je vrlo neuredan jer se zbog svoje prirode ne može uklopiti u normalno građansko društvo. Harryjeva ličnost je podijeljena u dva suprotstavljena pola koja si međusobno smetaju: ljudski (simbol umnog, plemenitog i kulturnog) i vučji (simbol nagonskog, divljeg i surovog). 
Za vrijeme jedne večernje šetnje gradom i obilaska krčmi gdje traži utjehu u alkoholu, susreće neobičnog čovjeka koji mu daje knjižicu "Traktat o Stepskom Vuku". Knjiga je hladna psihološka analiza kojoj je predmet sam Harry Haller. Traktat mu ne donosi puno novih spoznaja, ali ga potiče na razmišljanje o vlastitom identitetu i životu; razmišlja o samoubojstvu.
Uskoro susreće mladog profesora kojeg otprije poznaje, i prihvaća njegov poziv na večeru. Ona završava potpuno neuspješno - Harry je razočaran malograđanštinom profesora i njegove žene, a nezadovoljan je i samim sobom. U sasvim očajnom stanju upućuje se u krčmu "Kod crnog orla" preporučenu od strane misterioznog čovjeka koju mu je dao "Traktat o Stepskom Vuku". Tamo upoznaje Herminu, djevojku koja ga sasvim dobro razumije i obećava mu pomoći.
Hermina uči Harryja plesati i uvodi ga u potpuno novi način života. Upoznaje ga s lijepom kurtizanom, Marijom, koja mu postaje ljubavnica, i saksofonistom Pablom zahvaljujući kojem počinje cijeniti jazz. Harry je sada sretan premda ponekad osjeća da ta sreća nije ono što on zapravo traži. Istovremeno se komplicira njegov odnos s Herminom; ona ga želi navesti da se zaljubi u nju i zatim ju ubije jer je ona zapravo slična njemu iako se ponaša na drugačiji način.
Hermina ga poziva na krabuljni ples gdje se konačno zaljubljuje u nju. Po završetku plesa ostaje s njom i Pablom. Pomoću droga Pablo ga uvodi u "magično kazalište" - odraz Harryjeve psihe. Tu doživljava niz nadrealnih iskustava, s kulminacijom u razbijanju vlastitog odraza u zrcalu i ubojstvu Hermine, nakon čega slijedi razgovor s Mozartom koji osuđuje njegovo ponašanje. Harry konačno zaključuje da mora prihvatiti humor kao rješenje svoje krize, naučiti se smijati svijetu i sebi samome.

## Zanimljivosti
- Harry Haller ima jednake inicijale kao i sam autor (ista pojava je prisutna i u drugim Hesseovim djelima), a Hermina je ženski oblik autorovog imena.
- 1926., Hesse je pohađao tečajeve plesa kod Julie Laubi-Honegger, s kojom je sudjelovao na krabuljnom plesu u jednom hotelu u Zürichu.
- Hesseova stanodavka i stan koji je unajmio 1924 godine u Baselu su isti kao oni opisani u knjizi.
- Lik Pabla i doživljaj jazza su vjerojatno nastali pod utjecajem nastupa Sidneya Becheta kojima je Hesse nekoliko puta prisustvovao.